# Scaphobaeocera cognata
Espèce
Scaphobaeocera cognata est une espèce de coléoptères de la famille des Staphylinidae et de la sous-famille des Scaphidiinae.

## Répartition et habitat
Cette espèce est décrite du Meghalaya, dans le nord-est de l'Inde, mais également connue du Népal.